# Faris Al-Sultan
Faris Al-Sultan (Múnich, RFA, 21 de enero de 1978) es un deportista alemán que compitió en triatlón.
Ganó tres medallas en el Campeonato Mundial de Ironman entre los años 2004 y 2006, y una medalla en el Campeonato Europeo de Ironman de 2011. Además, obtuvo una medalla en el Campeonato Europeo de Ironman 70.3 de 2008.

## Palmarés internacional
| Campeonato Mundial | Campeonato Mundial     | Campeonato Mundial | Campeonato Mundial |
| Año                | Lugar                  | Medalla            | Prueba             |
| ------------------ | ---------------------- | ------------------ | ------------------ |
| 2004               | Hawái (Estados Unidos) | Medalla de bronce  | Individual         |
| 2005               | Hawái (Estados Unidos) | Medalla de oro     | Individual         |
| 2006               | Hawái (Estados Unidos) | Medalla de bronce  | Individual         |
| Campeonato Europeo |                        |                    |                    |
| Año                | Lugar                  | Medalla            | Prueba             |
| 2011               | Fráncfort (Alemania)   | Medalla de oro     | Individual         |

| Campeonato Europeo | Campeonato Europeo   | Campeonato Europeo | Campeonato Europeo |
| Año                | Lugar                | Medalla            | Prueba             |
| ------------------ | -------------------- | ------------------ | ------------------ |
| 2008               | Wiesbaden (Alemania) | Medalla de oro     | Individual         |